# Didogobius splechtnai
Didogobius splechtnai és una espècie de peix de la família dels gòbids i de l'ordre dels perciformes.

## Morfologia
- Els mascles poden assolir 2,3 cm de longitud total i les femelles 2,81.[1]

## Hàbitat
És un peix marí i demersal que viu entre 7-11 m de fondària.

## Distribució geogràfica
Es troba a la mar Mediterrània: l'Estat espanyol i Itàlia.

## Costums
Es troba, de vegades, associat amb Corcyrogobius liechtensteini.

## Observacions
És inofensiu per als humans.